# Џими Ковен
Џими Ковен (енгл. Jimmy Cowan; 6. март 1982) професионални је новозеландски рагбиста, који тренутно игра за Блузсе у најјачој лиги на свету. Висок 186 цм, тежак 92 кг, још у млађим категоријама показивао је вансеријски таленат. Са репрезентацијом Новог Зеланда до 19 година, освојио је светско првенство 2001. а са репрезентацијом Новог Зеланда до 21 године, освојио је светско првенство 2003. Дебитовао је у ИТМ Купу са 18 година, за Саутленд. Уз Умагу, једини је новозеландски рагбиста, који је одиграо 100 мечева и за тим у ИТМ Купу и у лиги Супер Рагби. За репрезентацију Новог Зеланда дебитовао је 2004. против Италије. Са "ол блексима" је 4 пута освојио куп три нације (2006, 2008, 2009 и 2010) и 1 титулу првака света 2011. Укупно је за Нови Зеланд одиграо 51 тест меч и постигао 45 поен. Ден Картер похвалио је Ковенову игру у репрезентативном дресу, нарочито у одбрани. Потписавши за Глостер, Ковен је изгубио право да игра за Нови Зеланд.